# Ченовет, Кристин
Кри́стин Дон Че́новет (англ. Kristin Dawn Chenoweth, род. 24 июля 1968, Брокен-Арроу, Оклахома, США) — американская актриса, певица, автор песен и писательница, известная по выступлениям в музыкальном театре, кино и телевидении.
Ченовет уже в детстве начала заниматься музыкой, исполняя христианскую музыку, а впоследствии решила продолжить карьеру как оперная певица. В 1997 году она дебютировала на бродвейской сцене. Ченовет достигла первой известности после роли в мюзикле «Ты хороший человек, Чарли Браун» (1999), который принёс ей премию «Тони». В 2001 году она получила свою первую ведущую роль в недолго просуществовавшем комедийном телесериале NBC «Кристин». В 2003 году она достигла более широкой известности благодаря главной роли в бродвейском мюзикле «Злая», который принёс ей номинации на премии «Тони» и «Драма Деск». С 2004 по 2006 год она исполняла роль медиа-консультанта Аннабет Шотт в политической драме NBC «Западное крыло» (2004—2006), а с 2007 по 2009 год она играла роль официантки Олив Снук в комедийной драме канала ABC «Мёртвые до востребования», которая принесла ей премию «Эмми» в 2009 году.
Как профессиональная певица и автор песен, Ченовет выпустила четыре студийных альбома, а также несколько синглов. Она была приглашённой звездой во многих телешоу, таких как «Улица Сезам» и «Хор», за роль в котором она была номинирована на премию «Эмми» в 2010 и 2011 годах. Она также снялась в телесериале ABC «Благочестивые стервы» в 2012 году. В полнометражном кино у неё были роли в таких картинах как «Колдунья» (2005), «Розовая пантера» (2006), «Дурдом на колёсах» (2006), «Четыре Рождества» (2008) и «Снова ты» (2010).
В июле 2015 года она удостоилась именной звезды на «Аллее cлавы» в Голливуде.

## Детство и юность
Кристи Дон Ченовет родилась 24 июля 1968 года в городе Брокен-Арроу, пригороде Талсы, штат Оклахома. Как говорит сама Ченовет, она на четверть индианка-чероки. В подростковом возрасте она пела госпел-песни в местных церквях. В возрасте двенадцати лет исполнила христианскую песню певицы Эви Торнквист-Карлссон «Four Feet Eleven» на национальной Южной баптистской конвенции.
Будучи ребёнком, в 1982 году она пробовалась на роль сироты в фильме «Энни», киноверсии бродвейского мюзикла «Энни». Она не получила роль, потому что её нью-йоркский акцент звучал слишком фальшиво.
После окончания средней школы Broken Arrow Ченовет поступила в Университет Оклахомы, где была членом женского общества Gamma Phi Beta. Она получила степень бакалавра изобразительных искусств в музыкальном театре и степень магистра в исполнении оперы. В 1991 году принимала участие в конкурсе «Мисс Оклахома», где заняла второе место.
Ченовет участвовала в нескольких конкурсах по отбору талантов. Национальный совет театра Метрополитен-опера назвал её самой «талантливой и самой многообещающей певицей». Она окончила Университет Оклахомы со степенью бакалавра в области музыкального театра и со степенью магистра в области оперного пения. Когда Кристин готовилась к поступлению в Академию исполнительского искусства в Филадельфии, друзья предложили ей в порядке эксперимента сходить на прослушивание в офф-бродвейский мюзикл Animal Crackers, после которого она получила роль Арабеллы Риттенхаус. Позже она отказалась от стипендии на обучение и переехала в Нью-Йорк, чтобы выступать в мюзикле и продолжить карьеру в театре.

## Карьера

### Театр
После завершения работы в мюзикле Animal Crackers, Ченовет продолжала выступать в региональных театрах. Она выступала в мюзиклах Babes in Arms и Phantom (вместе с которым она отправилась на гастроли по Германии), а позже участвовала в офф-бродвейских постановках «Фантастикс» и Box Office of the Damned. Она появилась в пьесе Мольера «Проделки Скапена» в 1997 году, за выступление в которой о Ченовет впервые написали в обзоре The New York Times, где говорилось: «Плаксивая инженю в исполнении Кристин Ченовет … восхитительна». Весной 1997 года состоялся бродвейский дебют Ченовет в мюзикле Джона Кандера и Фреда Эбба «Стальной пирс». Несмотря на малый успех, мюзикл Кандера и Эбба принёс актрисе первую крупную награду в карьере — Theatre World Award. Затем последовали несколько ролей в концертных постановках, таких как «Соберите оркестр» Джорджа Гершвина и «Новый мозг» Уильяма Финни, оба в 1998 году.

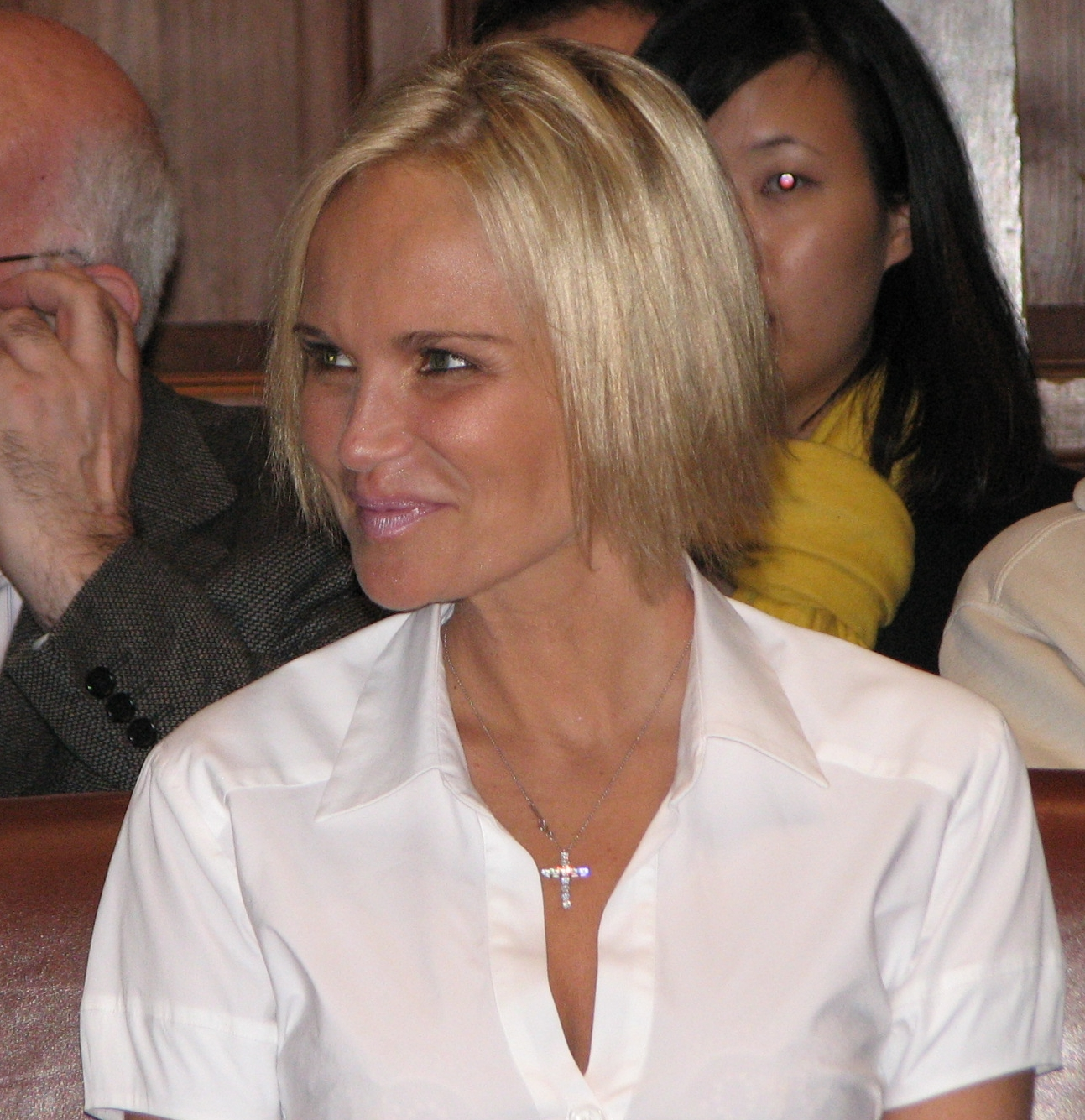
Ченовет на собрании оксфордского дискуссионного клуба в 2009 году

В 1999 году Кристин Ченовет получила роль, которая дала толчок её театральной карьере — роль Салли Браун в бродвейской постановке мюзикла Кларка Гесснера «Ты хороший человек, Чарли Браун». За эту роль актриса получила премии «Тони», «Драма Деск», награду имени Кларенса Дервента и Outer Critics Circle Award. В том же году она исполнила главную роль в недолго просуществовавшей бродвейской комической постановке «Эпические масштабы», а год спустя в пьесе «В ясный день увидишь вечность».
В последующие годы Ченовет начала карьеру на телевидении, в музыке и в кино, и стала уделять театру чуть меньше времени. В 2001 году она выпустила свой дебютный сольный альбом, а год спустя выступила на сцене City Center Encores!. В октябре 2003 года она вернулась на Бродвей, в главной роли Глинды, Доброй Волшебницы из мюзикла Стивена Шварца «Злая». Шоу стало коммерческим хитом, а Ченовет получила вторую в карьере номинацию на премию «Тони» в 2004 году, но проиграла своей коллеге по шоу Идине Мензел, которая сыграла Злую Ведьму. Она также была номинирована на премию «Драма Деск» за свою роль. Ченовет покинула мюзикл после девяти месяцев участия, 18 июля 2004 года, и вскоре присоединилась к актёрскому ансамблю драматического телесериала «Западное крыло».
После ухода из «Злой», Ченовет исполнила роль Кунигунды в мюзикле Леонарда Бернстайна «Кандид». Телеверсия мюзикла транслировалась на канале PBS в рамках программы-антологии «Великие исполнители». С декабря 2006 по март 2007 года она сыграла сразу три роли в спектакле «Яблочное дерево». Она была номинирована на премии «Драма Деск» и «Драма Лонг». Ченовет также выступила в качестве ведущей вручения церемонии «Драма Деск».
В 2006 году она появилась в постановке Мела Брукса «Молодой Франкенштейн», адаптации одноимённого кинофильма 1974 года. В 2009 году она выступала в мюзикле «Музыка в эфире». Планировалось, что Ченовет будет исполнять главную роль в мюзикле «Призраки Версаля», который должен был выходить в Метрополитен-опера в 2010 году, однако производителям пришлось отменить дорогостоящее производство из-за экономического кризиса.
В 2010 году Ченовет сыграла главную роль в мюзикле «Обещания, обещания», премьера которого состоялась 25 апреля 2010 года. Специально для неё в шоу были добавлены две новые песни: «I Say a Little Prayer» и «A House Is Not a Home». Шоу завершилось 2 января 2011 года, хотя она пропустила представления, выходящие с 29 декабря 2010 по 1 января 2011 года из-за участия в новогоднем концерте в Walt Disney Concert Hall 31 декабря.
В 2015 году Ченовет вернулась на Бродвей с главной ролью в мюзикле On the Twentieth Century. Роль принесла ей ещё одну номинацию на «Тони».

### Телевидение
Ченовет начала свою карьеру на телевидении в конце девяностых с гостевых ролей в сериалах LateLine и Paramour, а также со второстепенных ролей в нескольких сделанных для телевидения фильмах, таких как «Энни» и «Семь роз».

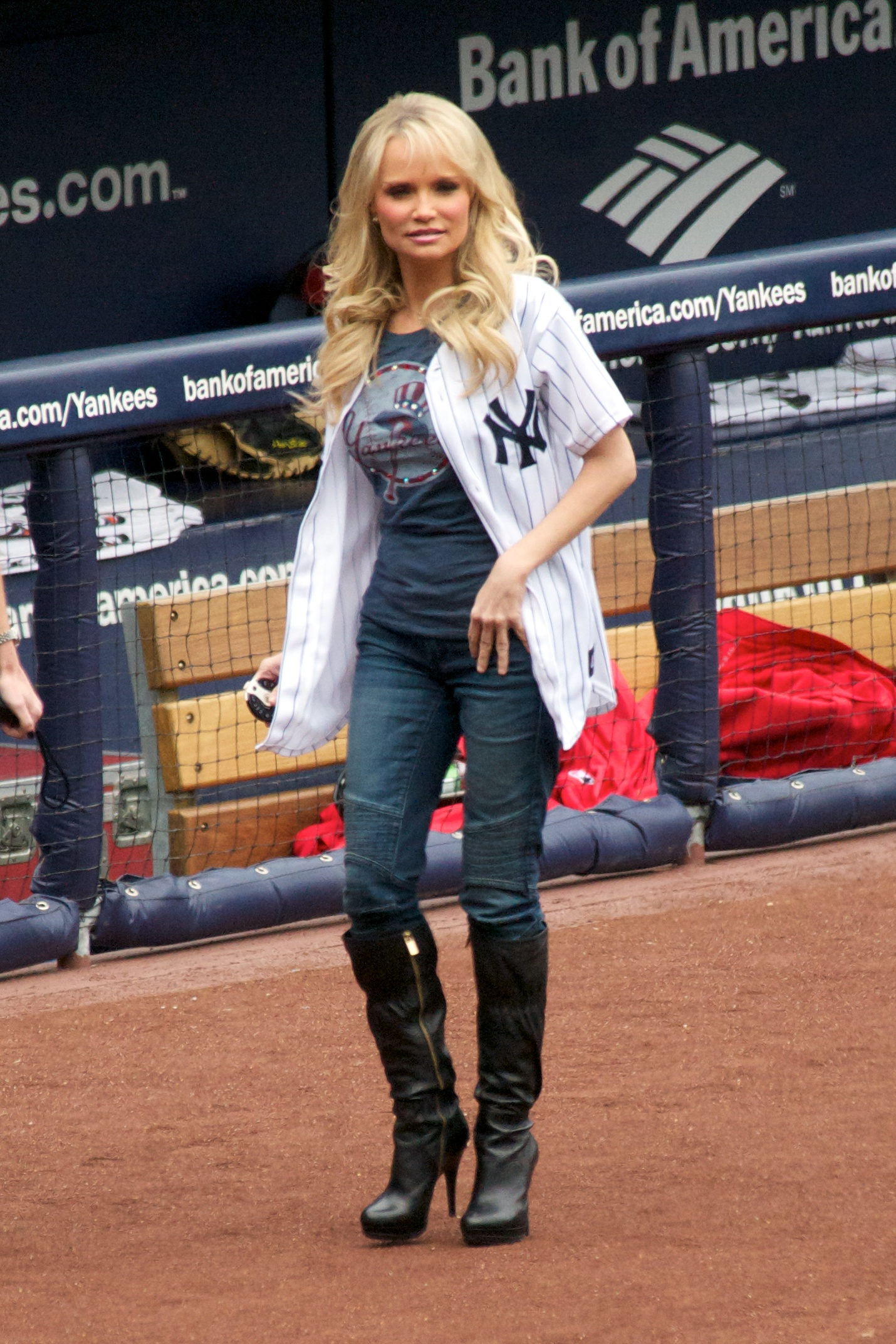
Ченовет выступает на матче «Нью-Йорк Янкис» в 2010 году

В 2001 году она исполнила главную роль в полуавтобиографическом комедийном сериале «Кристин». Он был снят с эфира после выхода шести эпизодов из тринадцати снятых. В 2003 году она сыграла главную роль наравне с Мэттью Бродериком в музыкальном телефильме «Музыкальный человек». Она также появилась в эпизодах таких сериалов как «Фрейзер» (2001), «Улица Сезам» (2004) и «Дурнушка» (2007).
В 2004 году она начала играть роль Аннабет Шотт в политической драме телеканала NBC «Западное крыло». Она была дважды номинирована на «Премию Гильдии киноактёров США за лучший актёрский ансамбль в драматическом сериале» в период съёмок. Актриса исполняла свою роль до самого финала шоу в 2006 году.
С 2007 по 2009 год Ченовет исполняла роль Олив Снук в телесериале ABC «Мёртвые до востребования». За исполнение этой роли Ченовет получила хорошие отзывы от телевизионных критиков, а также два года подряд номинировалась на премию «Эмми», победив в 2009 году в категории «Лучшая актриса второго плана в комедийном телесериале». Несмотря на хорошие отзывы, и ряд наград и номинаций, сериал был закрыт в 2009 году после двух сезонов.
В 2009 году она озвучила одного из главных персонажей в мультсериале «Садись, двойка!». Шоу было закрыто после одного сезона из тринадцати эпизодов. В том же году Ченовет была приглашённой звездой в первом сезоне музыкального сериала «Хор», исполнив роль Эйприл Родс, выдохшейся певицы средних лет, которая страдает от алкоголизма и так и не окончила среднюю школу из-за стремления стать звездой. Выступление Ченовет в шоу получило массу благоприятных отзывов от критиков. Так, рецензент USA Today написал: «Присутствие персонажа, возможно, не имеет смысла, но если это означает, что мы сможем слышать пение Ченовет, мы можем смириться с тем, что сценаристы эксплуатируют её, пока у неё не будет чего-то лучшего». Она вернулась в шоу в апреле 2010 года, в эпизоде Home. Критик Los Angeles Times дал комментарий эпизоду: «Лучшее в эпизоде, это несомненно возвращение Кристин Ченовет в роли Эйприл <…>. Её пылкий дуэт „Fire“ с Шустером, и исполнение „One Less Bell to Answer“, сделало так, что моё сердце не выдержало, и когда она исполнила „A House Is Not a Home“ и „Home“, я влюбился в неё снова». Ченовет вновь появилась в сериале в мае 2011 года в эпизоде Rumours. За свою роль Эйприл она была номинирована на премию «Эмми» в категории «Лучшая приглашённая актриса в комедийном телесериале» в 2010 и 2011 годах. Она также выиграла «Спутниковую награду» в конце 2009 года за выступление в эпизоде The Rhodes Not Taken.
В марте 2011 года, было объявлено, что Ченовет присоединилась к съёмкам пилотного эпизода сериала для канала ABC, основанного на книге Ким Гатлин со спорным названием «Хорошие христианские суки». Она исполняет роль персонажа по имени Карлин Кокберн. 13 мая 2011 года канал заказал съёмки первого сезона, и сменил название на «Благочестивые стервы». Премьера состоялась 4 марта 2012, а финал был показан 6 мая того же года. ABC закрыл сериал 11 мая после первого сезона.

### Кино
Ченовет никогда не исполняла ведущих ролей в голливудских фильмах, однако у неё было множество характерных ролей в ряде коммерчески успешных комедий. Ченовет дебютировала в кино в 2002 году с ролью в независимом фильме «Топ, топ, Блеф»
. Спустя несколько лет она вернулась в кино, снявшись в киноверсии популярного телесериала «Моя жена меня приворожила» — «Колдунья» режиссёра Норы Эфрон. На одном из спектаклей мюзикла «Злая» присутствовала актриса Николь Кидман, которую настолько впечатлила Ченовет, что она попросила режиссёра, чтобы та взяла её в «Колдунью». Она сыграла роль Марии Келли, соседки и подруги героини Кидман. Год спустя Ченовет появилась сразу в пяти фильмах крупных Голливудских студий: «Розовая пантера», «Дурдом на колёсах», «На острой грани», «Добро пожаловать, или Соседям вход воспрещён» и «Персонаж».
24 февраля 2008 года Ченовет исполнила песню «That’s How You Know» из кинофильма «Зачарованная» на 80-й церемонии награждения премией «Оскар» в Театре Кодак. В том же году она принимала участие в озвучивании Розетты, одного из главных персонажей мультфильма «Феи». В ноябре того же года она появилась в рождественской комедии «Четыре Рождества», сыграв роль старшей сестры героини Риз Уизерспун.
В 2009 году Ченовет сыграла свою первую главную роль в кино, в независимой драме «В искушение». Картина получила ряд благоприятных отзывов от критиков, а её премьера состоялась на кинофестивале в Ньюпорт-Бич. Фильм был выпущен в ограниченный прокат, а после на DVD. Также в 2009 году в прокат вышел сиквел мультфильма «Феи» — «Феи: Потерянное сокровище», а в 2010 году и третья часть под названием «Феи: Волшебное спасение». В 2010 году она появилась в комедии «Снова ты», с Кристен Белл, Сигурни Уивер, Одетт Юстман, Джейми Ли Кёртис и Бетти Уайт.

### Музыка

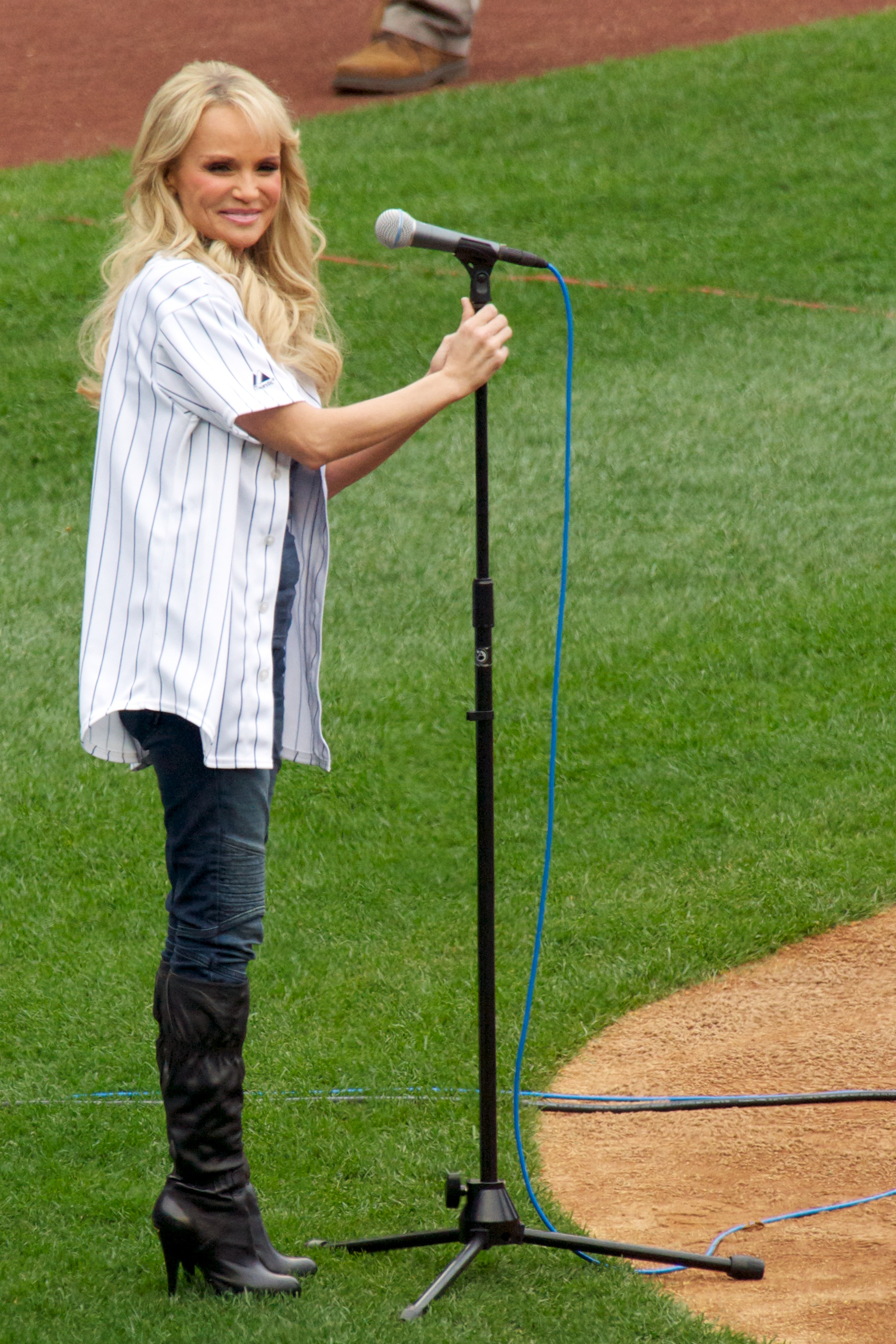
Ченовет выступает на матче «Нью-Йорк Янкис» в 2010 году

Ченовет имеет специфический голос, из-за которого её часто сравнивают с комическим персонажем тридцатых годов прошлого века, Бетти Буп. Её голос способен брать до четырёх октав.
В 1992 году она принимала участие в записи альбома бродвейского мюзикла The Most Happy Fella. Её партии также можно услышать в альбомах таких мюзиклов как A New Brain (1998) и You’re a Good Man, Charlie Brown (1999), а также в 110 in the Shade (1999). В 2000 году она записала несколько песен для альбома Grateful: The Songs of John Bucchino, а год спустя она вместе с Мэнди Патинкиным записала альбом Kidults.
В 2001 году она выпустила свой дебютный альбом под названием Let Yourself Go, который состоял из кавер-версий популярных джазовых песен тридцатых годов. Одна из песен была дуэтом с актёром Джейсоном Александером. В октябре 2002 года она исполнила несколько песен со своего альбома на концерте в Линкольн-центре. В том же году она предстала в образе Фанни Брайс в рамках благотворительного концерта в Нью-Йорке. В 2003 году она дала сольный концерт в рамках Divas at Donmar режиссёра Сэма Мендеса.
5 апреля 2005 года она выпустила свой второй студийный альбом под названием Is I Am. Он содержал в себе христианские песни, и достиг 31 строчки в чарте Христианских альбомов Billboard. В том же году Ченовет дала концерт в Карнеги-холл. 19 января 2007 года она дала сольный концерт в Метрополитен-опера в Нью-Йорке, став третьей звездой мюзиклов, после Барбары Кук и Ива Монтана, выступавшей на данной площадке.
14 октября 2008 года она выпустила свой третий студийный альбом A Lovely Way to Spend Christmas. Альбом, посвящённый рождественской тематике, достиг 77-й строчки в чарте Billboard 200, а также возглавил чарт независимых альбомов. Среди прочих выступлений Ченовет можно отметить сольный концерт с Сент-Луисским симфоническим оркестром в 2009 году.
В августе 2010 года Ченовет приступила к записи своего четвёртого студийного альбома в жанре кантри. 13 сентября 2011 года альбом Some Lessons Learned был выпущен в продажу. В написании песен принимали участие Дайан Уоррен, Долли Партон, Хиллари Скотт, а также сама Ченовет, которая стала соавтором двух композиций. Альбом достиг пятидесятой строчки в Billboard 200, и четырнадцатой в Top Country Albums. С альбома было выпущено три сингла: «I Want Somebody (Bitch About)», «Lessons Learned» и «Fathers and Daughters». «I Want Somebody» достиг 19-го места в чарте видеоклипов канала CMT.
В декабре 2011 года она выступила в качестве ведущей на церемонии вручения ежегодной премии American Country Music Awards. В рамках церемонии она исполнила одну из песен со своего последнего студийного альбома.

## Личная жизнь
На протяжении трёх лет она состояла в отношениях с театральным актёром Марком Кудишем, в 2001 году они расстались. Она некоторое время встречалась со сценаристом Аароном Соркиным. В сериале «Студия 60 на Сансет-стрит», создателем которого является Соркин, персонаж Харриет Хейс (Сара Полсон) был отчасти создан по образу Ченовет.

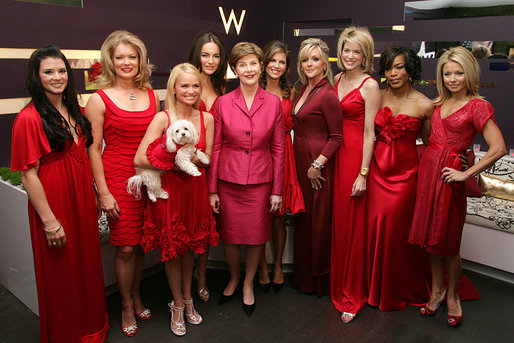
Ченовет, Лора Буш, Анджела Бассетт, Джейн Краковски и т. д. на благотворительном показе

Со 2 сентября 2023 года Ченовет замужем за гитаристом кантри-группы «Backroad Anthem» Джошем Брайантом, с которым встречалась пять лет до свадьбы.
В 2009 году актриса написала мемуары под названием A Little Bit Wicked: Life, Love, and Faith in Stages, в которых описывался её путь от актрисы мюзиклов до работы в голливудских фильмах. Она заявила, что не ставила цель рассказать в книге всё о себе, а вместо этого фокусировалась на том «кто и какая она». Книга была выпущена 14 апреля 2009 года. У неё есть собака, по имени Мэдди, которая была названа в честь кумира Ченовет — актрисы Мэдлин Кан, скончавшейся в 1999 году. В 2006 году журнал FHM поставил её на 49 место в списке «100 самых сексуальных женщин в мире».
Ченовет часто говорит о своём вероисповедании. Она описывает себя как «либеральную христианку без предрассудков». В интервью The New York Times она заявила, что поддерживает права сексуальных меньшинств.
Она страдает болезнью Меньера, заболеванием внутреннего уха, вызывающим увеличение количества жидкости в его полости. Жидкость давит на клетки, регулирующие ориентацию тела в пространстве и сохранение равновесия. Она сказала, что во время некоторых выступлений, ей приходилось опираться на её партнёров, чтобы сохранить равновесие, а также что болезнь заставила её пропустить несколько важных выступлений.
В мае 2010 года Ченовет выступила с защитой своего партнёра по мюзиклу «Обещания, обещания», открытого гея Шона Хейса, когда критик Рамин Сэтодэш из журнала Newsweek назвал его выступление «деревянным и неискренним», и что их коллега Джонатан Грофф, также открытый гей, имеет аналогичные проблемы в исполнении ролей. По словам критика, ни один гей не может приемлемо исполнять роль гетеросексуала. Актриса назвала статью «чудовищно гомофобной», и подвергла критике мнение Сэтодэша, назвав его обзор «издевательством на уровне средней школы». Ченовет утверждала, что зрители приходят в театр, чтобы «отправиться в путешествие», а не думать о сексуальной ориентации актёров. История получила широкий общественный резонанс, и позже была пересказана в таких изданиях как The New York Times и Los Angeles Times.

## Роли

### Бродвей
| Год       | Название                         | s Роль                                   | Театр                  |
| --------- | -------------------------------- | ---------------------------------------- | ---------------------- |
| 1997      | Steel Pier                       | «Сокровище» МакКюр                       | Театр Ричарда Роджерса |
| 1999      | You’re a Good Man, Charlie Brown | Салли Браун                              | Ambassador Theatre     |
| 1999      | Epic Proportions                 | Луиза Гудман                             | Театр Хелен Хейс       |
| 2003-2004 | Злая / Wicked                    | Глинда                                   | Театр Джорджа Гершвина |
| 2006-2007 | The Apple Tree                   | Ева Принцесса Барбара Элла / Пассионелла | Студия 54              |
| 2010-2011 | Promises, Promises               | Фрэн Кубелик                             | Бродвейский театр      |

### Офф-Бродвей
| Год  | Название                 | Роль                  | Театр                     |
| ---- | ------------------------ | --------------------- | ------------------------- |
| 1994 | The Fantasticks          | Луиза                 | Sullivan Street Playhouse |
| 1994 | Box Office of the Damned | Кристи                | CSC театр                 |
| 1997 | Scapin                   | Гиацинт               | Театр Лауры Пилс          |
| 1998 | A New Brain              | Нэнси Д. / Официантка | Линкольн-центр            |

### New York City Center Encores
| Год  | Название                      | Роль                                     |
| ---- | ----------------------------- | ---------------------------------------- |
| 1998 | Strike up the Band            | Энн Драппер                              |
| 2000 | В ясный день увидишь вечность | Дэйзи Гэмбл / Мелинда                    |
| 2005 | The Apple Tree                | Ева Принцесса Барбара Элла / Пассионелла |
| 2007 | Stairway to Paradise          | Female Star                              |
| 2009 | Music in the Air              | Фрида Хэтуфилд                           |

### Фильмография

#### Фильмы
| Год  | Название на русском                          | Название на английском                 | Роль                      | Примечания                 |
| ---- | -------------------------------------------- | -------------------------------------- | ------------------------- | -------------------------- |
| 1999 | Энни                                         | Annie                                  | Лили Сэнт Реджис          | Телевизионный фильм-мюзикл |
| 2001 | Семь роз                                     | Seven Roses                            |                           | Телевизионный фильм        |
| 2002 | Топ, топ, Блеф                               | Topa Topa Bluffs                       | Пэтти                     |                            |
| 2003 | Музыкальный человек                          | The Music Man                          | Мэриэн Пэроу              | Телевизионный фильм-мюзикл |
| 2005 | Колдунья                                     | Bewitched                              | Мария Келли               |                            |
| 2006 | Розовая пантера                              | The Pink Panther                       | Шери                      |                            |
| 2006 | Дурдом на колёсах                            | RV                                     | Мэри Джо Горник           |                            |
| 2006 | Персонаж                                     | Stranger Than Fiction                  | Камео                     |                            |
| 2006 | На острой грани                              | Running with Scissors                  | Ферн Стюарт               |                            |
| 2006 | Добро пожаловать, или Соседям вход воспрещён | Deck the Halls                         | Тиа Холл                  |                            |
| 2006 |                                              | A Sesame Street Christmas Carol        | Christmas Carole          | Озвучивание                |
| 2008 | Мартышки в космосе                           | Space Chimps                           | Киловатт                  | Озвучивание                |
| 2008 | Феи                                          | Tinker Bell                            | Розетта                   | Озвучивание                |
| 2008 | Четыре Рождества                             | Four Christmases                       | Кортни                    |                            |
| 2009 | В искушении                                  | Into Temptation                        | Линда Салерно             |                            |
| 2009 | Феи: Потерянное сокровище                    | Tinker Bell and the Lost Treasure      | Розетта                   | Озвучивание                |
| 2009 | Мальчики из календаря                        | 12 Men of Christmas                    | Ай Джей Бакстер           | Телевизионный фильм        |
| 2010 | Феи: Волшебное спасение                      | Tinker Bell and the Great Fairy Rescue | Розетта                   | Озвучивание                |
| 2010 | Снова ты                                     | You Again                              | Джорджия Кинг             |                            |
| 2012 | Хватай и беги                                | Hit and Run                            | Дебби Кригер              |                            |
| 2013 | Семейный уикенд                              | Family Weekend                         | Саманта Смит-Данги        |                            |
| 2014 | Рио 2                                        | Rio 2                                  | Гэби                      | Озвучивание                |
| 2014 |                                              | Hard Sell                              | Лорна                     |                            |
| 2014 | Ставка — это ставка                          | A Bet’s a Bet                          | Миссис Кемп               |                            |
| 2015 | Поклонник                                    | The Boy Next Door                      | Вики Лэнсинг              |                            |
| 2015 | Отпрыски                                     | Descendants                            | Малефисента               |                            |
| 2017 | Мой маленький пони                           | My Little Pony: The Movie              | Принцесса Небесная Звезда | Озвучивание                |
| 2017 | Путеводная звезда                            | The Star                               | Эбби                      | Озвучивание                |
| 2020 | Ведьмы                                       | The Witches                            | Мери / Дейзи              | Озвучивание                |
| 2020 | Пара на праздники                            | Holidate                               | Сьюзан                    |                            |
| 2021 | Национальные чемпионы                        | National Champions                     | Бейли Лазор               |                            |
| 2024 | Злая: Сказка о ведьме Запада                 | Wicked                                 | суперзвезда Wiz-O-Mania   |                            |

#### Телевидение
| Год        | Название на русском      | Название на английском     | Роль                             | Примечания                                         |
| ---------- | ------------------------ | -------------------------- | -------------------------------- | -------------------------------------------------- |
| 1999       |                          | LateLine                   | Кристин                          | Один эпизод                                        |
| 1999       |                          | Paramour                   |                                  | Мини-сериал                                        |
| 2001       |                          | Kristin                    | Кристин Янси                     | Тринадцать эпизодов                                |
| 2001       | Фрейзер                  | Frasier                    | Порша Сандерс                    | Один эпизод                                        |
| 2002       |                          | Baby Bob                   | Кристалл Картер                  | Один эпизод                                        |
| 2003       |                          | Fillmore!                  | Руководитель музея               | Озвучивание, Один эпизод                           |
| 2005       |                          | Great Performances         |                                  | Телепостановка оперетты Candide                    |
| 2004—2006  | Западное крыло           | The West Wing              | Аннабет Шотт                     | Тридцать четыре эпизода                            |
| 2003, 2006 | Улица Сезам              | Sesame Street              | Миссис Лапша                     | Два эпизода                                        |
| 2001, 2007 |                          | Elmo’s World               | Миссис Лапша                     | Два эпизода                                        |
| 2007       | Дурнушка                 | Ugly Betty                 | Диана                            | Один эпизод                                        |
| 2007       | Робоцып                  | Robot Chicken              | разные роли                      | Озвучивание                                        |
| 2007-2009  | Мёртвые до востребования | Pushing Daisies            | Олив Снук                        | Двадцать два эпизода                               |
| 2009       | Садись, двойка!          | Sit Down, Shut Up          | Мирикл Крон                      | Озвучивание, одиннадцать эпизодов                  |
| 2009       |                          | Legally Mad                | Скиппи Пилон                     | Телевизионный пилот                                |
| 2009-2011  | Хор                      | Glee                       | Эйприл Родс                      | Три эпизода: The Rhodes Not Taken, Home и Rumours. |
| 2010       |                          | American Idol              | В роли себя (приглашённая судья) | Эпизод Orlando Auditions                           |
| 2010       |                          | The Apprentice             | В роли себя                      | Сезон 10 Эпизод 7                                  |
| 2010       |                          | When I Was 17              | В роли себя                      | Первый сезон, 20 эпизод                            |
| 2011       |                          | So You Think You Can Dance | В роли себя (приглашённая судья) | Восьмой сезон                                      |
| 2012       | Красотки в Кливленде     | Hot in Cleveland           | Кортни Прайс                     | 1 эпизод                                           |
| 2012       | Благочестивые стервы     | Good Christian Belles      | Карлин Кокберн                   |                                                    |
| 2012       | Хорошая жена             | The Good Wife              | Пегги Бирн                       | 2 эпизода                                          |
| 2013       | Кёрсти                   | Kirstie                    | Бриттани Голд                    | 1 эпизод                                           |
| 2017       | Американские боги        | American Gods              | Остара (Истэр)                   | 1 эпизод                                           |

## Дискография

#### Студийные альбомы
| Название                                | Сведения об альбоме                                                                                      | Пик в чартах | Пик в чартах | Пик в чартах | Пик в чартах |
| Название                                | Сведения об альбоме                                                                                      | US           | US Country   | US Christian | US Holiday   |
| --------------------------------------- | --- | ------------ | ------------ | ------------ | ------------ |
| Let Yourself Go                         | - Дата выпуска: 29 мая 2001 - Лейбл: Sony Music Entertainment (#89384) - Формат: CD, цифровая загрузка   | —            | —            | —            | —            |
| As I Am                                 | - Дата выпуска: 5 апреля 2005 - Лейбл: Sony Music Entertainment (#94384) - Формат: CD, цифровая загрузка | —            | —            | 31           | —            |
| A Lovely Way to Spend Christmas         | - Дата выпуска: 14 октября 2008 - Лейбл: Sony Masterworks (#8869734256) - Формат: CD, цифровая загрузка  | 77           | —            | —            | 7            |
| Some Lessons Learned                    | - Дата выпуска: 13 сентября 2011 - Лейбл: Sony Masterworks - Формат: CD, цифровая загрузка               | 50           | 14           | —            | —            |
| «—» Означает, что релиз не попал в чарт | |              |              |              |              |

#### Синглы
| Название                                                               | Год  | Пик в чартах | Пик в чартах | Пик в чартах | Пик в чартах | Пик в чартах | Альбом                                   |
| Название                                                               | Год  | US           | AUS          | CAN          | IRL          | UK           | Альбом                                   |
| ---------------------------------------------------------------------- | ---- | ------------ | ------------ | ------------ | ------------ | ------------ | ---------------------------------------- |
| «Maybe This Time» (вместе с Glee Cast)                                 | 2009 | 88           | 100          | —            | —            | 87           | Glee: The Music, Volume 1                |
| «Alone» (вместе с Glee Cast)                                           | 2009 | 51           | 94           | 58           | 25           | 47           | Glee: The Music, Volume 1                |
| «Last Name» (вместе с Glee Cast)                                       | 2009 | —            | —            | —            | 44           | 83           | Glee: The Music, The Complete Season One |
| «Fire» (вместе с Glee Cast)                                            | 2010 | 64           | —            | 52           | —            | 93           | Glee: The Music, The Complete Season One |
| «One Less Bell to Answer / A House Is Not a Home» (вместе с Glee Cast) | 2010 | 53           | —            | 63           | —            | 77           | Glee: The Music, Volume 3 Showstoppers   |
| «Home» (вместе с Glee)                                                 | 2010 | 90           | —            | 92           | —            | 116          | Glee: The Music, Volume 3 Showstoppers   |
| «Dreams» (вместе с Glee Cast)                                          | 2011 | 92           | —            | —            | —            | —            | Glee: The Music, Volume 6                |
| «I Want Somebody (Bitch About)»                                        | 2011 | —            | —            | —            | —            | —            | Some Lessons Learned                     |
| «Lessons Learned»                                                      | 2011 | —            | —            | —            | —            | —            | Some Lessons Learned                     |
| «Fathers and Daughters»                                                | 2011 | —            | —            | —            | —            | —            | Some Lessons Learned                     |
| «You Don’t Own Me» (вместе с Ариана Гранде)                            | 2019 | 33           | —            | 60           | —            | 74           |                                          |
| «—» Означает, что релиз не попал в чарт                                |      |              |              |              |              |              |                                          |

## Награды и номинации
| Год  | Награда                        | Название                                              | Работы                            | Результат |
| ---- | ------------------------------ | ----------------------------------------------------- | --------------------------------- | --------- |
| 1997 | Theater World Award            | Лучший бродвейский дебют                              | «Стальной причал»                 | Победа    |
| 1999 | Драма Деск                     | Лучшая актриса второго плана в мюзикле                | «Ты хороший человек, Чарли Браун» | Победа    |
| 1999 | Outer Critics Circle Award     | Лучшая актриса второго плана в мюзикле                | «Ты хороший человек, Чарли Браун» | Победа    |
| 1999 | Тони                           | Лучшая актриса второго плана в мюзикле                | «Ты хороший человек, Чарли Браун» | Победа    |
| 2004 | Broadway.com Audience Award    | Лучший сценический дуэт (с Идиной Мензель)            | «Злая»                            | Победа    |
| 2004 | Драма Деск                     | Лучшая актриса в мюзикле                              | «Злая»                            | Номинация |
| 2004 | Drama League Award             | Выдающееся выступление                                | «Злая»                            | Номинация |
| 2004 | Outer Critics Circle Award     | Лучшая актриса в мюзикле                              | «Злая»                            | Номинация |
| 2004 | Тони                           | Лучшая актриса в ведущей роли в мюзикле               | «Злая»                            | Номинация |
| 2005 | Премия Гильдии киноактёров США | Лучший актёрский состав в драматическом сериале       | «Западное крыло»                  | Номинация |
| 2006 | Премия Гильдии киноактёров США | Лучший актёрский состав в драматическом сериале       | «Западное крыло»                  | Номинация |
| 2007 | Broadway.com Audience Award    | Лучшее выступление                                    | «Яблочное дерево»                 | Победа    |
| 2007 | Broadway.com Audience Award    | Лучшая актриса в ведущей роли в мюзикле               | «Яблочное дерево»                 | Номинация |
| 2007 | Драма Деск                     | Лучшая актриса в мюзикле                              | «Яблочное дерево»                 | Номинация |
| 2007 | Drama League Award             | Выдающееся выступление                                | «Яблочное дерево»                 | Номинация |
| 2007 | Outer Critics Circle Award     | Лучшая актриса в мюзикле                              | «Яблочное дерево»                 | Номинация |
| 2008 | Эмми                           | Лучшая актриса второго плана в комедийном телесериале | «Мёртвые до востребования»        | Номинация |
| 2008 | Gold Derby TV Award            | Лучшая актриса второго плана в комедийном телесериале | «Мёртвые до востребования»        | Победа    |
| 2008 | Gold Derby TV Award            | Прорыв года                                           | «Мёртвые до востребования»        | Номинация |
| 2008 | Спутниковая награда            | Лучшая актриса второго плана на телевидении           | «Мёртвые до востребования»        | Номинация |
| 2009 | Эмми                           | Лучшая актриса второго плана в комедийном телесериале | «Мёртвые до востребования»        | Победа    |
| 2009 | Gold Derby TV Award            | Лучшая актриса второго плана в комедийном телесериале | «Мёртвые до востребования»        | Победа    |
| 2009 | Спутниковая награда            | Лучшая приглашённая звезда                            | «Хор»                             | Победа    |
| 2010 | Эмми                           | Лучшая приглашённая актриса в комедийном телесериале  | «Хор»                             | Номинация |
| 2010 | Gold Derby TV Award            | Лучшая приглашённая актриса в комедийном телесериале  | «Хор»                             | Победа    |
| 2010 | Broadway.com Audience Awards   | Лучшая актриса в главной роли в мюзикле               | «Обещания, обещания»              | Победа    |
| 2010 | Broadway.com Audience Awards   | Лучшее сценическое выступление                        | «Обещания, обещания»              | Победа    |
| 2010 | Broadway.com Audience Awards   | Лучший сценический дуэт (вместе с Шоном Хейсом)       | «Обещания, обещания»              | Номинация |
| 2011 | Эмми                           | Лучшая приглашённая актриса в комедийном телесериале  | «Хор»                             | Номинация |
| 2011 | Выбор народа                   | Лучшая приглашённая звезда                            | «Хор»                             | Номинация |

Источники: